# Jan Oleśnicki (zm. 1675)
Jan Oleśnicki herbu Dębno (zm. w 1675 roku) – podkomorzy sandomierski w latach 1637–1675, pułkownik województwa sandomierskiego w 1669 roku, członek konfederacji tyszowieckiej 1655 roku, pułkownik wojska powiatowego województwa sandomierskiego w 1648 roku.
Jako poseł na sejm konwokacyjny 1648 roku z województwa sandomierskiego był członkiem konfederacji generalnej zawiązanej 31 lipca 1648 roku. W 1648 roku był elektorem Jana II Kazimierza Wazy z województwa sandomierskiego.
Poseł sejmiku opatowskiego na sejm 1650 roku, sejm 1653 roku, sejm 1667 roku.
Był elektorem Michała Korybuta Wiśniowieckiego z województwa sandomierskiego w 1669 roku.
Był członkiem konfederacji malkontentów w 1672 roku.
Zmarł z powodu zarażenia się choroba zakaźną w czasie wojen z Turkami w 1675 roku.